# Río Atabapo
Il Río Atabapo è un fiume del Venezuela e della Colombia, affluente dell'Orinoco, lungo 131 km e fa da frontiera internazionale tra i due paesi per gran parte del suo corso.